# Pere Daura i Garcia
Pere Daura i Garcia, més conegut internacionalment com a Pierre Daura, fou un pintor català nascut accidentalment a les Illes (Ciutadella, Menorca 1896 – Rockbridge Baths, Virgínia, Estats Units 1976).

## Biografia
La seva família residia a Barcelona i va ser fillol del violoncel·lista Pau Casals. Es va formar de la mà de José Ruiz Blasco i Josep Calvo Verdones a l'Escola de Belles Arts de Barcelona, la Llotja, així com també a l'Ateneu Enciclopèdic Popular i l'Acadèmia Gelabert. Va treballar en un taller d'escenografia i el 1911 va exposar per primera vegada en el seu estudi (L'Estudi Verd), amb els seus companys Emili Bosch Roger i Agapit Vidal-Salichs.
Fou membre destacat de la Generació del 1917 que en la pintura catalana s'alçà com una alternativa més crua enfront de l'idealisme del noucentisme. Amb el seu company d'escola Emili Bosch Roger, va ser un dels fundadors de l'Agrupació d'Artistes Catalans -formada a Barcelona entre 1919 i 1927-, des de lluny, ja que enviava les obres a les exposicions del grup sense deixar de residir a París.

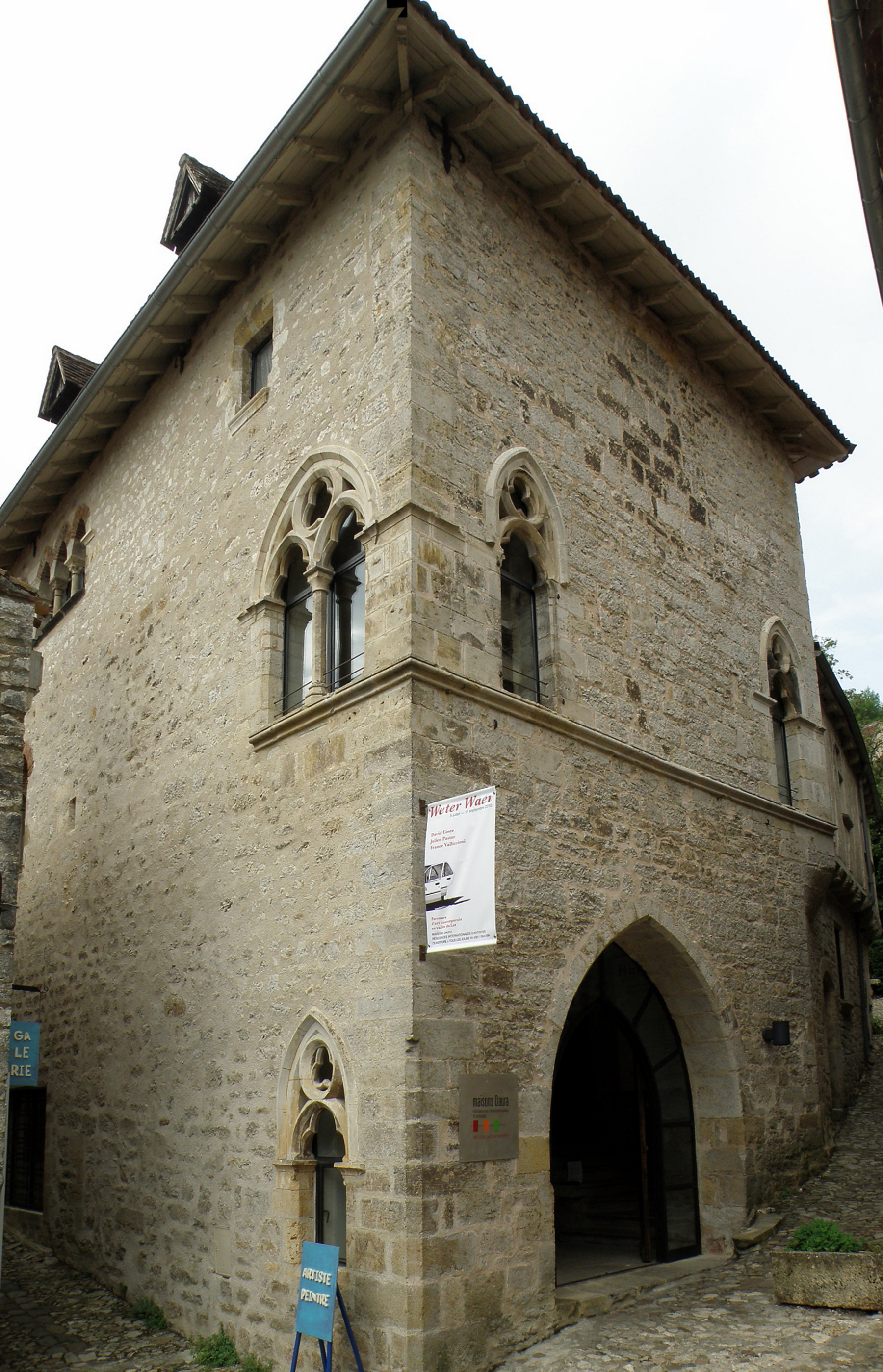
Casa Daura a Sent Circ de la Pòpia.

Als 18 anys, l'any 1914 va marxar a viure a París, on fou col·laborador d'Émile Bernard i va estudiar gravat amb André Lambert i Lluís Jou. S'hi quedà tots els anys de la Primera Guerra Mundial. Després, fora d'un parèntesi a Menorca per a complir el servei militar (1918-20), París seria novament el seu camp d'operacions, a partir de 1922, i allà participaria en diverses exposicions. Va itinerar per França, Espanya, Bèlgica i Còrsega.
L'any 1928 es va casar amb l'americana Louise Blair i de nou va exposar individualment a París i Barcelona. El mateix 1928 el jurat del Salon d'Automne de París va rebutjar una obra seva, de Joaquim Torres-Garcia i Jean Hélion, de resultes del qual van exposar les obres en una galeria privada i van tenir molt de ressò. Creava una pintura sòlida i vibrant, valenta de color i amb un cert deix expressionista, però entre 1929 i 1930 formà part destacada del grup Cercle et Carré, que volia aportar una sortida pròpia a l'abstracció geomètrica. Els seus companys en aquella aventura foren Joaquim Torres-Garcia, Hans Arp, Piet Mondrian, Van Doesburg, Kurt Schwitters, Wassily Kandinsky i Michel Seuphor, entre d'altres. El logotip del grup fou dissenyat precisament per Daura.
Aquella és la seva època més coneguda internacionalment, malgrat que Daura, després de produir força pintures preocupat sobretot per l'estructura, tornà a la llibertat del seu estil anterior pintant a la seva casa medieval de Sent Circ de la Pòpia (Saint-Cirq-Lapopie), antic burg pintoresc de la regió de Quercy on s'havia instal·lat l'any 1930. No deixava, però, d'exposar a París, Barcelona (exposicions individuals el 1933 i 1935 i en diverses col·lectives) i les Balears. L'any 1934 va contactar amb els Estats Units i la seva pintura en aquest moment va guanyar en lirisme.
Durant la Guerra Civil espanyola s'incorpora a l'exèrcit republicà, on va ser ferit al front de Terol. Després, a partir de 1939, desenvoluparà la seva vida i la seva carrera entre les seves cases de Rockbridge Baths, als Estats Units, i de Saint-Cirq, a França i combinarà la seva activitat habitual amb l'ensenyament de l'art.
En els seus llargs anys de maduresa el seu estil habitual donarà pas sovint a retorns a l'abstracció geomètrica, i altres vegades a un paisatgisme més expressionista que abans. Des de jove conreà també el gravat, especialment el calcogràfic, i de gran s'aventurà amb l'escultura.

## Obra
Va fer una pintura vigorosa i intensa, derivada del fauvisme però molt vibrant. Durant els seus primers anys a França era propera a l'anomenada Escola de París de Modigliani o Kisling. De manera breu (1929-30) va tenir un moment abstracte, amb un caràcter geomètric i constructivista que reprendria a la maduresa.
Era un bon paisatgista i destaquen també les seves figures, així com els autoretrats.
A més de la pintura, va treballar el gravat (aiguafort, xilografia i linòleum) i durant la seva maduresa va alternar l'escultura amb la pintura, totes dues amb una marcada tendència expressionista.
És representat a diversos museus europeus i nord-americans, com el Centre Georges Pompidou de París, el Musée des Augustins i el Musée Paul Dupuy de Tolosa, el Virginia Museum of Fine Arts (Richmond) o el Chrysler Museum of Art (Norfolk), entre d'altres.
A Catalunya es poden veure obres seves al Museu de Montserrat, al Museu Diocesà de Menorca (Ciutadella), al Museu Nacional d'Art de Catalunya, al Museu d'Art Contemporani de Barcelona i al Museu d'Art Jacint Rigau de Perpinyà.

## Exposicions

### Exposicions individuals[9]
- 1928, Paris[1]
- 1929, Sala Badrinas, Barcelona
- 1933, Galeries Syra, Barcelona
- 1935, Galeries Syra, Barcelona
- 1935, Sala Barcino, Barcelona

### Exposicions col·lectives
- 1911, L'Estudi Verd, Barcelona[1]